# Wulfila pretiosus
Wulfila pretiosus är en spindelart som beskrevs av Banks 1914. Wulfila pretiosus ingår i släktet Wulfila och familjen spökspindlar.
Artens utbredningsområde är Kuba. Inga underarter finns listade i Catalogue of Life.